# Ron Fassler
Ron Fassler, född 4 mars 1957 i New York, USA, är en amerikansk skådespelare. Fassler är känd som skådespelare i filmer och TV-serier såsom Gremlins 2, Den onda dockan 3, Alien Nation, Watchmen, Fresh Prince i Bel Air och Tredje klotet från solen. Han släppte i februari 2017 sin bok Up in the Cheap Seats: A Historical Memoir of Broadway.

## Filmografi (i urval)
- Gremlins 2 (1990)
- Den onda dockan 3 (1991)
- Sommarlägret (1994)
- Flags of Our Fathers (2006)
- Charlie Wilson's War (2007)
- Watchmen (2009)
- Trumbo (2015)